# Hermanniella humilis
Hermanniella humilis är en kvalsterart som beskrevs av Balogh 1962. Hermanniella humilis ingår i släktet Hermanniella och familjen Hermanniellidae. Inga underarter finns listade i Catalogue of Life.